# 凯特琳·雷加尔
凯特琳·雷加尔（英語：Caitlin Regal，1992年2月9日—），旧姓瑞安（Ryan），新西兰女子皮划艇运动员。她曾代表新西兰参加2016年和2020年夏季奥林匹克运动会皮划艇比赛，其中2020年奥运会获得一枚金牌。